# Українська бавовна. Нептун (монета)
Українська бавовна. Нептун — пам'ятна монета НБУ номіналом 5 гривень, присвячена протикорабельному ракетному комплексу «Нептун». А також українській зброї та зброярам та приурочена до дня працівника ОПК України. Вона відкриває новий напрям «Українська бавовна» в серії монет.
Монету введено в обіг 12 квітня 2024 року. Вона належить до серії Збройні Сили України.

## Опис та характеристики монети
| Номінал грн. | Метал      | Маса, грам | Діаметр, мм. | Якість виготовлення       | Гурт     | Тираж, штук |
| ------------ | ---------- | ---------- | ------------ | ------------------------- | -------- | ----------- |
| 5            | нейзильбер | 16,54      | 35           | спеціальний анциркулейтед | рифлений | 75 000      |

### Аверс
На аверсі зображено ракетний крейсер «Москва» в стилізованій формі паперового кораблика з пробоїною в корпусі, потоплений протикорабельними ракетами «Нептун». На рубці корабля зображено абрис кремлівської башти із зубцями муру, що розламався, як символ краху імперських амбіцій росії. Угорі ліворуч на дзеркальному тлі зображено номінал монети «5» та графічний знак гривні, рік карбування монети 2024 (вертикально), малий Державний Герб України і напис «УКРАЇНА» (вертикально); унизу ліворуч — логотип Банкнотно-монетного двору Національного банку України.

### Реверс
На реверсі монети зображено береговий мобільний ракетний комплекс «Нептун» у момент пуску ракети.
Про прийняття на озброєння Військово-морськими Силами Збройних сил України свідчить емблема вгорі ліворуч монети. На дзеркальному тлі відображено стилізований тризуб Нептуна, бога морів, як символ незламності українського духу, який влучно пронизує ворожі цілі. Праворуч угорі паралельно ракеті розміщено напис «NEPTUNE».

## Автори
Художник:Таран Володимир, Харук Олександр, Харук Сергій.
Скульптор: Демяненко Анатолій, Дем'яненко Володимир.

## Вартість монети
Національний банк України реалізував монету за ціною 121 гривня. Фактична приблизна вартість монети, з роками змінювалася так:
| Рік        | 2024 | 2025 |
| ---------- | ---- | ---- |
| Ціна, грн. | 380  | 440  |